# Старий Двір
Старий Двір — колишнє село у Яворівському районі. Відселене у зв'язку з утворенням Яворівського військового полігону. Поруч знаходяться колишні села Лютова, Микіщаки, Калили, Велика Вишенька, Річки, Під Лугом, Ґеруси, озеро Малюшевське, на південний захід — село Верещиця.